# Altran
Altran Technologies, SA (Euronext: ALT[nedostupný zdroj]) je evropská poradenská společnost založená v roce 1982 ve Francii. Altran se považuje za evropského leadera v technologickém a inovativním poradenství, na které se primárně zaměřuje a tvoří polovinu jeho obratu. Třetinu obratu Altran realizuje v organizačním a informačním poradenství a poslední část obratu uskutečňuje prostřednictvím strategického a manažerského poradenství. Počet zaměstnanců ve všech 150 dceřiných společnostech dosáhl na konci roku 2007 počtu 17502 (včetně 445 nových konzultantů přijatých v roce 2007). Obrat za rok 2007: 1591,4 milionu euro. 57% obratu bylo realizováno mimo Francii.

## Odvětví a činnost
Atran podporuje firmy během jejich inovačního procesu. Zabývá se implementací technologických znalostí, aplikování základního výzkumu a přípravy industrializace výrobního procesu. Převážně v sektorech: automobilového průmyslu, železniční dopravy letectví, kosmonautice, telekomunikace. Altran vyvíjí své aktivity ve 20 předních zemích v Evropě, Latinské Americe, USA a Asii.
Roku 2006 Altran otevřel novou skupinu poboček (Altran Central & Eastern Europe) v Česku, na Slovensku, v Polsku, Maďarsku a Rumunsku.

## Organizace
Altran byl dříve organizován jako 200 dceřiných společností, všechny byly samostatné, měly operativní management a vlastní obchodní strategii. Dnes má 80 dceřiných společností. Ve střední a východní Evropě je Altran od konce devadesátých let. Pro pokrytí těchto trhů byly v roce 2006 založeny společnosti v České republice, Maďarsku, Polsku, Rumunsku a na Slovensku. Altran ve střední a východní Evropě je zaměřen na automotive, telekomunikační a elektronický trh.

## Altran a životní prostředí
Altran se stále výrazněji zapojuje do problematiky životního prostředí, převzal odpovědnost za „39 St. Mary Axe“ budovu v Londýně a tímto započal rozšíření své působnosti do oblasti ekologického designu. Na konferenci „Ecobuilding 2006“ představil různé ekologické koncepty, které byly vybrány pro další rozvoj na „Altran Innovation Conference, 4 February, 2007“. Návrhy obsahují: okno které čistí vzduch, světla reagující na pohyb (rozsvítí se a zhasnou když někdo vstoupí resp. opustí místnost), městská odpadní jednotka a náměstí. Poslední návrh se zabývá městskými zahradami s květinami a jinou florou, prostřednictvím energie ze solárních panelů se přes den extrahují plyny které mohou být uskladněny jako energie nebo v případě methanu – lze zabránit úniku škodlivého plynu do atmosféry. Návrh „náměstí“ zvítězil a byl prezentován na konferenci „Altran Innovation 2007“ v únoru téhož roku. Tato konference byla dalším krokem Altranu v ekologickém boji. Po rozhovorech s průmyslovými experty a oficiálními zástupci evropských institucí a vlád navrhl Altran řešení k problémům jako bezpečnost dodávek a zdroje dodávek, dále představil své inovace v oblasti energie a dopravy včetně letadla poháněného solárními panely a vodíkových palivových článků. Další nápady zahrnují centralizaci evropské železniční sítě, satelitní technologie pro usnadnění automobilového provozu v Evropě, přístroj schopný nezávisle regulovat cukrovku a ruční radar schopný ukázat polohu osob za relativně silnou zdí, usnadňující operace záchranářů při minimalizaci rizika.

## Altran Engineering Academy
Inženýrská akademie Altranu je mezinárodní technická soutěž ve Formuli 1.
Účastníci předkládají inovační technické projekty zlepšující bezpečnost, efektivitu a výkon v oborech: aerodynamika, pohony, design a analýzy, dynamika vozidel, kontrolní systémy a elektronika, nové materiály, čidla a testovací technologie.
V roce 2007 se prvnímu účastníkovi ze střední a východní Evropy podařilo zvítězit v pařížském finále.

## Hlavní údaje
- 17 502 zaměstnanců, konec roku 2007 (17057 konec roku 2006)
- 1591,4 milion Eur obrat 2007
- 57 % z obratu realizován mimo Francii